# Joseph Rowan

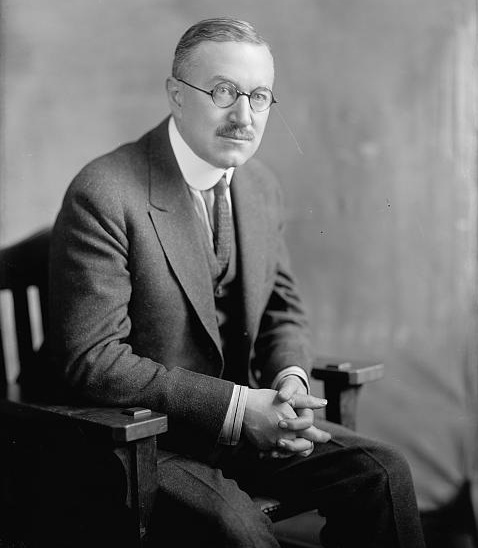
Joseph Rowan

Joseph Rowan (* 8. September 1870 in New York City; † 3. August 1930 ebenda) war ein US-amerikanischer Rechtsanwalt und Politiker. Zwischen 1919 und 1921 vertrat er den Bundesstaat New York im US-Repräsentantenhaus.

## Werdegang
Joseph Rowan wurde ungefähr fünf Jahre nach dem Ende des Bürgerkrieges in New York City geboren. Er besuchte öffentliche Schulen. 1891 graduierte er an der Columbia College Law School. Seine Zulassung als Anwalt erhielt er 1892 und begann dann in New York City zu praktizieren. Politisch gehörte er der Demokratischen Partei an.
Bei den Kongresswahlen des Jahres 1918 für den 66. Kongress wurde Rowan im 19. Wahlbezirk von New York in das US-Repräsentantenhaus in Washington, D.C. gewählt, wo er am 4. März 1919 die Nachfolge von Walter M. Chandler antrat. Da er auf eine erneute Kandidatur im Jahr 1920 verzichtete, schied er nach dem 3. März 1921 aus dem Kongress aus.
Nach seiner Kongresszeit nahm er wieder in New York City seine Tätigkeit als Anwalt auf, die er bis zu seinem Tod am 3. August 1930 fortführte. Er wurde auf dem Woodlawn Cemetery beigesetzt.